# ديفيد هيليز
ديفيد هيليز هو قاضي وسياسي أمريكي، ولد في 1785 في مقاطعة واشنطن في الولايات المتحدة، وتوفي في 8 يوليو 1845 في ماديسون في الولايات المتحدة. نشط حزبياً في حزب اليمين. وقد انتخب عضو مجلس نواب إنديانا ‏.